# Blue Valentine
Blue Valentine (bra: Namorados para Sempre; prt: Blue Valentine - Só Tu e Eu) é um filme americano de 2010, do gênero drama romântico, dirigido por Derek Cianfrance, com roteiro dele, Joey Curtis e Cami Delavigne.
Estrelado por Michelle Williams e Ryan Gosling, estreou em competição no 26.º Festival Sundance de Cinema.

## Elenco
| Ator/Atriz        | Personagem                |
| ----------------- | ------------------------- |
| Ryan Gosling      | Dean Hellers              |
| Michelle Williams | Cynthia "Cindy" Hellers   |
| Faith Wladyka     | Frances "Frankie" Hellers |
| John Doman        | Jerry                     |
| Mike Vogel        | Bobbt                     |
| Marshall Johnson  | Marshall                  |
| Jen Jones         | Gramma                    |

## Prêmios e indicações
| Prêmio/evento                                      | Categoria                    | Recipiente                                    | Resultado |
| -------------------------------------------------- | ---------------------------- | --------------------------------------------- | --------- |
| Oscar 2011                                         | Melhor atriz                 | Michelle Williams                             | Indicado  |
| Associação de Críticos de Cinema de Chicago 2010   | Melhor ator                  | Ryan Gosling                                  | Indicado  |
| Associação de Críticos de Cinema de Chicago 2010   | Melhor atriz                 | Michelle Williams                             | Indicado  |
| Associação de Críticos de Cinema de Chicago 2010   | Diretor(a) mais promissor(a) | Derek Cianfrance                              | Venceu    |
| Globo de Ouro 2011                                 | Melhor ator - drama          | Ryan Gosling                                  | Indicado  |
| Globo de Ouro 2011                                 | Melhor atriz - drama         | Michelle Williams                             | Indicado  |
| Gotham Independent Film Awards 2010                | Melhor filme                 | Jamie Patricof, Lynette Howell, Alex Orlovsky | Indicado  |
| Prêmios Independent Spirit 2010                    | Melhor atriz                 | Michelle Williams                             | Indicado  |
| London Film Critics' Circle 2010                   | Ator do ano                  | Ryan Gosling                                  | Indicado  |
| Online Film Critics Society Awards 2010            | Melhor ator                  | Ryan Gosling                                  | Indicado  |
| Sociedade dos Críticos de Cinema de San Diego 2010 | Melhor atriz                 | Michelle Williams                             | Indicado  |
| Prêmios Satellite 2010                             | Melhor filme                 | Jamie Patricof, Lynette Howell, Alex Orlovsky | Indicado  |
| Prêmios Satellite 2010                             | Melhor atriz                 | Michelle Williams                             | Indicado  |
| Prêmios Satellite 2010                             | Melhor ator                  | Ryan Gosling                                  | Indicado  |

Chrysler Film Project
Em 2006, o roteiro ganhou o Chrysler Film Project, uma competição que premiou em dinheiro um novo diretor de cinema supervisonado pelo Independent Feature Project.

## Sinopse
Casados há vários anos e com uma filha, Cindy e Dean passam por um momento de crise, vendo o relacionamento ser contaminado por uma série de incertezas. Dispostos a seguir em frente, os dois tentam superar os problemas, buscando no passado e no presente os motivos que o mantiveram unidos até este momento e os fizeram se apaixonar um pelo outro.